# Aisai
Aisai (愛西市, Aisai-ši) je japonské město, které se nachází na západě prefektury Aiči. Současná hranice města vznikla v roce 2005, kdy došlo k připojení měst Saja, Tacuta, Hačikai a Saori.

## Geografická poloha
Na západ od města teče řeka Kiso, která tvoří přirozenou hranici s prefekturami Gifu a Mie. Velká část města se nachází pod úrovní hladiny moře.

## Významné osobnosti
- Jokoi Šóiči – poddůstojník japonské císařské armády, který i po kapitulaci Japonska držel až do roku 1972 pozici na Guamu
- Kató Takaaki – ministerský předseda v letech 1924–1926